# Coll de la Clapa
El Coll de la Clapa és un coll de muntanya dels Pirineus situat a 1.586 m alt que uneix les comarques del Ripollès i el Vallespir, entre els termes municipal de Molló i comunal de Prats de Molló i la Presta.
És a la zona sud-oest del terme, al sud-est de la Presta. Queda a llevant del Coll Pregon, a prop i a ponent del Puig de la Clapa.
El Coll de la Clapa és un destí freqüent en les rutes de senderisme del sud del Massís del Canigó.